# Guillaume de Melun
Guillaume de Melun (Brussel·les, 1660 - Barcelona, 1735) marquès de Richebourg, comte de Beaussart, va ser un militar flamenc, al servei del Regne d'Espanya.

## Biografia
Guillaume de Melun era coronel d'un regiment de dragons del seu nom, mariscal de camp dels exèrcits de Felip V, rei d'Espanya (1704) després tinent general del seu exèrcit i coronel de la guàrdia valona (1726).
Gran d'Espanya de 1a classe, va exercir les funcions de virrei de Galícia (1707) i després de capità general de Catalunya de 1725 a 1735. El seu mandat coincidí amb la recuperació econòmica de Catalunya, beneficiada per l'amnistia als austracistes. Va instar la creació del primer cos de mossos d'esquadra i va mantenir disputes constants amb la Reial Audiència de Catalunya. En 1731 fou president de l'Acadèmia de Bones Lletres de Barcelona i en va dissenyar la insígnia.

## Família
- Del seu matrimoni amb Marie Françoise d'Ursel († 4 d'agost de 1720), filla de François (1626 † 10 d'agost de 1696 - Anvers), II comte d'Ursel (1659), de Milà, de Séneghem i del Sacre Imperi, vescomte de Vyve-Saint-Eloy, baró de Hoboken, senyor de Hinghene, gran caçador i guardaboscs de Flandes, coronel i general de batalla al servei de Carles II d'Espanya, i d'Honorine-Marie-Dorothée de Hornes-de Baucignies:
  - Anne-Françoise (nascuda en 1690 † després d'octubre de 1759), religiosa de l'abadia d'Origny (diòcesi de Laon), després abadessa de Notre-Dame de Céranne, a Brie, i de Saint-Pierre de Lió (17 de setembre 1738).
  - Marie-Lidie-Albertine de Melun (vers 1695 † 13 de desembre 1746 (amb 51 anys) - Lilla), marquesa de Richebourg, comtessa de Beaussart, gran d'Espanya de 1a classe, mort sense haver-se casat.